# Операција Купрес
Операција Купрес 92 је кодни назив за операцију Југословенске народне армије у априлу 1992. године, у Босанској крајини, чији је циљ био ослобађање општине Купрес од хрватских снага.

## Опис догађаја
По отпочињању рата у Хрватској у лето 1991. године, национално сукобљавање Срба, Хрвата и Бошњака (тада Муслимана) у Босни и Херцеговини досегло је тачку кључања. Купрес се, као општина од посебног стратегијског значаја (кроз општину пролази један од три пута који повезују средњу Босну и Херцеговину), на самом почетку рата у Босни нашао на удару; међунационални сукоби Срба и Хрвата додатно су били заоштрени с обзиром на националну измешаност територије (51% Срби, 39% Хрвати).
Хрвати (ХОС), са подручја Купреса и општина западне Херцеговине, уз помоћ неких јединица МУП-а и војске Републике Хрватске (ЗНГ), од 3. априла 1991. војним нападима на Србе у Купресу и српским насељима око Купреса покушали су узети пуну контролу и при томе су убили неколико десетина цивила Срба, а Живота Панић, тада заменик начелника Генералштаба ЈНА, тражио је да се успостави контрола ЈНА на Купрешкој висоравни.
Команда Бањалучког корпуса и 30. партизанске дивизије почетком априла покрећу акцију ослобађања општине Купрес. Од 6. до 9. априла 1992. на подручју Купреса, под командом пуковника Славка Лисице, ЈНА, српски борци потиснули су хрватску војску. Мада је Војска Републике Српске званично основана тек 12. маја 1992. године, борци и јединице ЈНА који су учествовали у ослобађању Купреса били су готово комплетно носиоци борбених деловања ВРС током наредних година рата.